# Starksia greenfieldi
Starksia greenfieldi är en fiskart som beskrevs av Baldwin och Castillo 2011. Starksia greenfieldi ingår i släktet Starksia och familjen Labrisomidae. Inga underarter finns listade i Catalogue of Life.